# Шмид, Штефан
Штефан Шмид (нем. Stefan Schmid; род. 6 июля 1970 или 6 мая 1970, Вюрцбург, Бавария) — немецкий легкоатлет, специалист по многоборьям. Выступал за сборную Германии по лёгкой атлетике в 1991—2002 годах, победитель Кубка Европы в командном зачёте, двукратный чемпион Германии в десятиборье, участник летних Олимпийских игр в Сиднее.

## Биография
Штефан Шмид родился 6 мая 1970 года в городе Вюрцбург. Проходил подготовку в Карлштадте.
Впервые заявил о себе в лёгкой атлетике на взрослом международном уровне в сезоне 1991 года, когда вошёл в состав немецкой национальной сборной и выступил на соревнованиях Hypo-Meeting в Австрии, где с результатом в 7779 очков стал девятым. Также, будучи студентом, представлял страну на летней Универсиаде в Шеффилде, став в десятиборье четвёртым.
В 1992 году впервые одержал победу на чемпионате Германии в десятиборье, занял 11-е место на Hypo-Meeting.
В 1993 году на Кубке Европы по легкоатлетическим многоборьям в Оулу стал шестым в личном зачёте и получил серебро мужского командного зачёта.
В 1994 году взял бронзу на Hypo-Meeting, финишировал пятым на чемпионате Европы в Хельсинки.
На чемпионате Германии 1996 года вновь превзошёл всех соперников и завоевал золотую медаль.
В 1997 году на чемпионате мира в Афинах с результатом в 8360 очков был седьмым в десятиборье.
На чемпионате Европы 1998 года в Будапеште занял 14-е место.
В июле 2000 года на соревнованиях в Ратингене установил личный рекорд в десятиборье — 8485 очков. Благодаря череде удачных выступлений удостоился права защищать честь страны на летних Олимпийских играх в Сиднее — набрал в сумме всех дисциплин 8206 очков, расположившись в итоговом протоколе соревнований на девятой строке.
После сиднейской Олимпиады Шмид остался в составе легкоатлетической команды Германии на ещё один олимпийский цикл и продолжил принимать участие в крупнейших международных стартах. Так, в 2001 году он выступил на чемпионате мира в Эдмонтоне, где с результатом в 8307 очков стал седьмым.
В 2002 году на Кубке Европы по легкоатлетическим многоборьям в Быдгоще взял бронзу в личном зачёте и помог своим соотечественникам выиграть золотые медали мужского командного зачёта.